# Arsenal i polvorí de l'Aeròdrom de Sabadell
L'arsenal i polvorí de l'Aeròdrom de Sabadell és una construcció de tipus búnquer situada a Sabadell (Vallès Occidental), la finalitat de la qual era la d'emmagatzemar bombes i munició per l'aviació, on treballaven els artificiers de la Mestrança de les Forces Aèries Republicanes que muntaven les bombes i les cintes de metralladora per als avions.
Fins fa poc temps sempre s'havia cregut que aquesta construcció era un refugi antiaeri, però després de les investigacions dutes a terme en aquests últims anys pel Museu d'Història de Sabadell s'ha pogut determinar que aquesta construcció no va ser mai un refugi antiaeri sinó un arsenal i polvorí.
A l'exterior del recinte hi havia un forn metal·lúrgic que servia per donar tremp i empavonar les anelles de les cintes de les metralladores, que fou enderrocat quan es va construir el Club de Tir, l'any 1955.
L'arsenal i polvorí és un monument inclòs en l'Inventari del Patrimoni Arquitectònic de Catalunya.

## Descripció
Aquest refugi es localitza a la part baixa del talús oest de l'Aeròdrom de Sabadell, just en els terrenys on avui s'aixequen les instal·lacions del Club de Tir Sabadell. Té una superfície de 240 m2 (útils), un recorregut lineal de 112 metres i es troba a una profunditat de 14 metres per sota del nivell del camp de vol de l'aeròdrom actual.
Tot i que es tracta d'unes construccions fetes amb molta cura, probablement sota la direcció d'enginyers militars, no se n'han conservat els plànols originals.

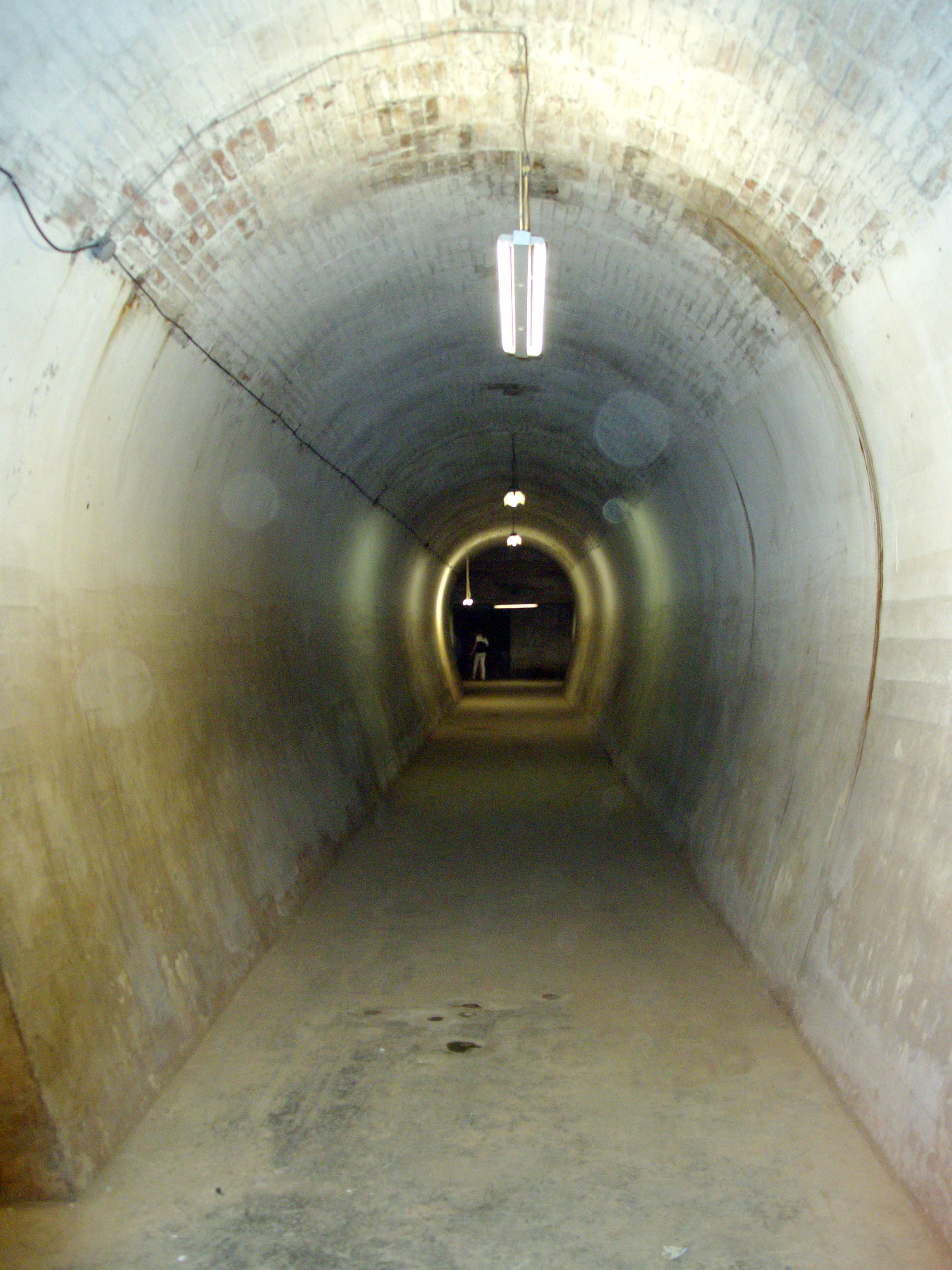
Galeria nord

El refugi, excavat en mina en un talús d'argila, té una planta en forma d'U, amb dues entrades orientades a ponent. Cadascuna d'aquestes dues entrades, que tenen un recorregut en forma de "S", encara conserven les dues portes blindades que permetien el tancament hermètic del refugi: cada porta mesura 2,10 m d'alçada per 1,60 m d'amplada, té un gruix de 7 cm i queda subjecta a la paret per quatre grans frontisses. En algunes de les portes es conserven, a la part interior, trossos de la corda que servia d'aïllant per al tancament hermètic, i en un cas també s'ha conservat part del mecanisme de tancament de la porta, mitjançant una maneta i un engranatge que activava un total de quatre baldons. Les entrades, amb un sostre d'uns 2,25 m d'alçada, donen pas a un vestíbul de sostre més alt, el qual dona accés a les dues galeries principals i a una tercera que les uneix, en sentit nord sud, per la part del fons. Les dues galeries principals estan construïdes en paral·lel i separades per una distància de 32 m, tenen una amplada de 2,25 m i una alçada de 3,45 m. La galeria nord fa 42 m de llargada, la sud en fa 37. La galeria del fons (est) que les uneix fa 33 m de llargada i és més estreta (1,5 m) i baixa (2 m), aquesta galeria té una part central més ampla (3 m), de 9 m de llargada.
Entre els anys 1960 i 1980 les galeries sud i est van ser utilitzades per al conreu de xampinyons, ateses les condicions òptimes d'humitat i temperatura que oferia aquesta construcció subterrània. Això ha deixat una forta empremta d'estructures constructives i d'elements afegits: ferros clavats a les parets i filferros a manera de prestatges per a les caixes dels planters (tres rengles), dipòsits d'aigua, sistema de ventilació, instal·lació elèctrica, cobert i sanitaris del xampinyoner a l'exterior de l'entrada sud, etc.

## Història
A l'Arxiu Històric de Sabadell s'han conservat un seguit de documents que fan referència directa a la construcció de "mines" o "galeries d'ús especial", és a dir, refugis subterranis, entre el mes d'octubre de 1936 i el maig del 1937.
Són documents oficials de la Generalitat de Catalunya, de l'exèrcit i de l'Ajuntament de Sabadell, com també relacions de factures i jornals que aprovaven la Junta Administrativa de l'aeròdrom.
A banda de l'arsenal i polvorí, a l'Aeròdrom de Sabadell s'hi van excavar un total de 9 refugis antiaeris subterranis, dels quals només es conserva el número 10, situat a l'entrada principal, sota les oficines i les aules de l'escola de vol Speed Fly (l'arsenal estaba catalogat erròniament com refugi nº 1). La resta de refugis estaven repartits entre els límits oest (refugis 7 i 8) i est del camp (refugis 5 i 6), i a l'entorn immediat dels tallers i hangars de Can Torres del Pla (refugis 2, 3, 4 i 9).